# Borrsvampar
Borrsvampar (Clionaidae) är en familj svampdjur som förekommer i världens alla hav. De lever och borrar gångar i kalkrika material som exempelvis musselskal. De har i ekosystemen den rollen att de genom sitt borrande hjälper till att göra så att det kalcium som bundits upp i till exempel gamla musselskal åter blir fritt och kan tas upp av andra organismer.

## Kännetecken
Borrsvampar har som levande en gulaktig till grönaktig färg. Eftersom svampdjuret lever inuti exempelvis det musselskal det borrar i syns inte mer av det än vad som sticker upp ur de hål svampdjuret gör i skalet. På ett musselskal med levande borrsvamp så är de delar av svampdjuret som syns luddiga, mjuka och lite glatta. Om svampdjuret är dött syns spåren efter dess borrande som många små hål i musselskalet. Sådana musselskal går till exempel att finna uppspolade på stranden.

## Vetenskapligt namn
Borrsvampar har tidigare haft det vetenskapliga namnet Clionidae som också är det vetenskapliga namnet på en familj rovsimsnäckor. För att lösa problemet med risken för förväxling föreslog International Commission on Zoological Nomenclature att det vetenskapliga namnet för borrsvampar skulle ändras och stavas Clionaidae.